# 十返肇
十返 肇（とがえり はじめ、1914年（大正3年）3月25日 - 1963年（昭和38年）8月28日）は、香川県出身の作家、文芸評論家、編集者。
本名は十返 一（とがえり はじめ）。筆名=大方宗多(オオカタ ソウダ)。

## 来歴
高松市生まれ。料亭・淀川楼の長男に生まれる。
旧制高松中学校を経て、1935年（昭和10年）日本大学芸術科卒業。在学中から中河与一主宰「翰林」の同人となり、文芸時評を連載。東京市麹町区土手三番町に下宿していたとき、近所の吉行エイスケに師事。
森永製菓宣伝部に勤務。後に、第一書房に入社して「新文化」(「セルパン」改題) 編集長。
戦後、丹羽文雄に勧められて十返肇という筆名を名乗る。1947年から文芸時評を再開、1950年「文学者」同人となる。
1963年8月28日、舌癌のため国立がんセンターで死去。
妻で随筆家の十返千鶴子は作家の三木蒐一と挿絵画家の風間完の妹。

## 著書
- 『時代の作家』 明石書房、1941年
- 『意志と情熱』 通文閣、1941年
- 『文学の生命』 肇書房、1943年
- 『作家の世界』 明石書房、1944年
- 『小説の女性』 朝日新聞社、1954年
- 『贋の季節 「戦後文学の環境」』 大日本雄弁会講談社、1954年
- 『文壇と文学』 東方社、1954年
- 『五十人の作家』 大日本雄弁会講談社、1955
- 『現代文学白書 「文壇パトロール」』 東方社、1955年
- 『文壇風物誌』 三笠書房、1955年
- 『現代の表情』 北辰堂、1956年
- 『現代文学の周囲』 河出書房、1956年
- 『現代文壇人群像』 六月社、1956年
- 『最初の季節』 大日本雄弁会講談社、1956年
- 『作家の肖像』「人・作品・生活」 、近代生活社、1956年。編著
- 『谷崎潤一郎名作集』 あかね書房、1956年。編著
- 『筆一本』 鱒書房、1956年
- 『わが文壇散歩』 現代社、1956年
- 『文壇の展望』 潮文社、1957年
- 『文壇の崩壊』 村山書店、1957年
  - 新編『「文壇」の崩壊』 講談社文芸文庫、2016年。坪内祐三編
- 『男というものは』 六興出版部、1959年
- 『スター見本市』 角川書店、1961年
- 『十返肇の文壇白書』 白凰社、1961年
- 『けちん坊』 文藝春秋新社、1962年
- 『文壇放浪記』 角川書店、1962年
- 『実感的文学論』 河出書房新社、1963年
- 『十返肇著作集』（全2巻）、講談社、1969年
  - 『昭和文学よもやま話』 上記の著作集所収、吉行淳之介編、潮出版社、1980年